# Bagan Pete
Bagan Pete is een bestuurslaag in het regentschap Jambi van de provincie Jambi, Indonesië. Bagan Pete telt 9779 inwoners (volkstelling 2010).